# 韩国海洋乐园夏令营大火事件
韩国海洋乐园夏令营大火事件（朝鲜语：씨랜드 청소년수련원 화재 사고）为一起1999年6月30日发生于韩国京畿道华城市的夏令营火灾。23人（19名為兒童、4名為成年人）死亡，5人受伤。大多數罹難者年齡介於5歲至7歲，並且屍體被燒得面目全非。

## 背景
海洋樂園青年培訓中心是作為培訓青少年體能的訓練中心營業。事發一年前，華城市政府官員批准該營業場所以貨櫃屋的方式堆疊在一層樓高的混凝土建物頂部，增加使用空間。建築物本身的許可證內容是鋼筋磚造建築，但只有一樓是鋼筋水泥建築，二樓與三樓總共由52個貨櫃堆疊而成，在建造與驗收的過程並沒有被要求變更或改善。在火災發生前兩年，未經許可私自建造雲霄飛車等遊樂設施。
貨櫃屋內的天花板材質為高度易燃材料保麗龍，在燃燒時會散發出有毒氣體。建物內沒有自動灑水系統，大多數滅火器後來被發現是空罐。建物有兩個狹窄的出口，這在意外發生時阻礙了人員疏散。倖存者說，他們完全沒聽到任何的火災警報聲。華城市政府官員在大火發生前一年進行了兩次安全檢查，兩次都通過了。官員也批准了道路安全合格，然而青年培訓中心旁的道路太狹窄，無法容納消防車。

## 大火
1999年6月30日，當晚建築物中有不同幼兒園的學童497人、成人47人，共計544人。午夜大火發生，政府歸咎起火原因是蚊香線圈。由於現場有大量的易燃材料，整個結構迅速被火焰吞沒。儘管大約是午夜12點半開始起火，但鄰近的消防隊（距離現場約70公里）直到1點半才接到警報。當他們凌晨2點左右才抵達火災現場時，建築結構已經開始崩塌。共50輛消防車的消防人員花費了三個多小時才控制火勢。消防部門官員指責說，由於該青年培訓中心的工作人員缺乏消防訓練，無法應對緊急情況，而火勢也燒毀了青年培訓中心的電話線，導致延誤救援。
希望幼兒園園長千慶子（Kang Kwon-Soo）描述逃難的情形：「大廳過於狹窄，當時一片黑暗、煙霧瀰漫，導致了很大的混亂。為躲避火海而急忙逃跑的師生們互相撞在一起，很多人摔倒在地，充滿恐怖的尖叫、哭嚎聲，就像人間地獄」。
18名孩童被燒死在301室，1名孩童則陳屍在223室。24歲的夏令營講師金英浩（Kim Young-ho）說，他不斷敲著每個房間的門，告訴大家失火了，但卻無法打開301室的門。
燒傷住院的6歲孩童康玉鐘（Kang Yu-Jong）說：「我在半夜被發燙的地板弄醒，睜眼就看到角落的家具燒起來了，房間裡都是濃煙。老師幫我和其他小孩逃出了房間，但還有四個小孩因為火太猛而逃不走。我們一到室外，二樓和三樓的窗戶都著火了，整個摔在地上」。
301室的孩童屍體全部擠在一起，互相擁抱著死去，研判是被靠近門口的火焰圍困。法醫花了兩個星期才識別出所有屍體。

## 後果
發生火災的夏令營建築物所有者朴在天因犯有業務過失致死罪、賄賂和違反建築法規被判處有期徒刑7年零6個月，他以1400萬韓元行賄官員，換取建築許可證。四名建築設計師和建商負責人也被逮捕。35歲的希望幼兒園園長千慶子、其丈夫和三名脫離301室崗位的教師因業務過失致死罪被判處有期徒刑6年，火災發生時他們正在其他地方喝酒。京畿道華城市政府社會福利官員姜鎬正因受賄罪及濫用職權罪被判處有期徒刑3年。法院還對其他14名責任人分別判處罰款300萬韓元及有期徒刑2年的處罰。這起死亡事件引發輿論嘩然，特別是大人沒有保護好幼童導致發生慘劇。
政府的處理態度使家長們十分不滿，包括起火原因草率歸責於蚊香，令家長認為政府只是想掩蓋建造與審查時的怠忽職守、建築物結構的惡劣、電線配線的瑕疵造成漏電等等遠因。後又企圖以賠償來令家長封口，並暗示家長所謂的查明真相不過是為了獲得更多賠償，並無實際作為。其中一位學童的母親是曲棍球國家隊選手金順德，為了表達不滿，她退回所有獲頒的國家功勳獎章，對政府發表嚴重抗議，並且移民紐西蘭。19名孩童的家長成立了現在的韓國兒童安全財團。

## 相關作品
1999年9月15日，韓國男子團體H.O.T.發行第四張專輯《孩子！》，同名主打歌曲〈孩子！〉便以此事件為背景，痛斥大人到底為保護孩子做過些什麼。

## 资料来源
1. ↑  불길 삽시간에 번져 희생자 늘어, 매일경제, 1999년 7월 1일
2. ↑  Ahn, Y. J. "Fire Kills 21 at South Korean Camp 的存檔，存档日期2007-09-28.." Associated Press. Thursday July 1, 1999.
3. 1 2 3 4 5 6 7 8  . NAVER. 2013-07-27  [2018-04-15].
4. 1 2 3  "7 Arrested in S. Korea Camp Fire 的存檔，存档日期2007-09-28.." Associated Press. Friday July 2, 1999.
5. 1 2 3  .   [2018-04-14]. （原始内容存档于2012-10-28）.
6. ↑  "Teachers held in camp fire inquiry （页面存档备份，存于）." BBC. Thursday July 1, 1999.
7. ↑  "Korea fire kills 23 nursery children." The Independent, July 1, 1999, accessed December 2, 2006.
8. ↑  Shin, Paul. "Arrest warrants sought for seven in South Korean dormitory fire." Associated Press. Friday July 2, 1999.
9. 1 2  6 More Detained in S.Korea Camp Fire 的存檔，存档日期2007-09-28.
10. 1 2  Choe, Sang-hun. "Tearful parents bid farewell to children killed in South Korean fire." Associated Press. Saturday August 7, 1999.
11. ↑  Arrests in Fatal Korea Fire
12. ↑  .   [2014-05-02]. （原始内容存档于2019-06-03）.
13. ↑  Stanley, Adrienne. . KpopStarz. 2014-06-21  [2018-02-02]. （原始内容存档于2018-02-02）.
14. ↑  .   [2018-04-14]. （原始内容存档于2018-02-20）.